# Daniel Frost Comstock
Daniel Frost Comstock (14 août 1883 à Newport, Rhode Island, États-Unis - 2 mars 1970 à Concord, Massachusetts, États-Unis,,,) est un physicien et ingénieur américain. Il est le cofondateur de Technicolor Motion Picture Corporation.

## Biographie
Comstock a obtenu un baccalauréat en sciences (B.Sc.) du Massachusetts Institute of Technology (MIT) en 1904. Par la suite, il étudie à Berlin, Zurich et Bâle, où il obtient un Ph.D. en 1906. À l'Université de Cambridge (1906–1907), il étudie sous la supervision de Joseph Thomson. Dès 1904, il est membre de la faculté de physique théorique au MIT (professeur adjoint de 1910 à 1915 ; professeur associé de 1915 à 1917).
Comstock est surtout connu comme cofondateur de la société Kalmus, Comstock & Westcott et de la Technicolor Motion Picture Corporation, laquelle a mis au point Technicolor, procédé apparu après Kinémacolor, et qui sera le procédé de coloriage le plus courant des films produits à Hollywood de 1922 à 1952,
Comstock a aussi publié quelques articles de physique théorique dans le domaine de l'électrodynamique (1908), de la relativité restreinte (1910a) et de la théorie de l'émission (1910b).

## Publications
- (en) D.F. Comstock, « The Relation of Mass to Energy », Philosophical Magazine, 6e série, vol. 15, no 85,‎ 1908, p. 1–21

- (en) D.F. Comstock, « The Principle of Relativity (en) », Science, vol. 31, no 803,‎ 1910, p. 767–772 (PMID 17758464, DOI 10.1126/science.31.803.767, Bibcode 1910Sci....31..767C)

- (en) D.F. Comstock, « A Neglected Type of Relativity », Phys. Rev., vol. 30,‎ 1910, p. 267

- (en) D.F. Comstock et L.T. Troland, The Nature of Matter and Electricity : An outline of modern views, New York, D. Van Nostrand, 1917 (lire en ligne)